# Мутаиб ибн Абдалла Аль Сауд
Мута́иб II ибн Абдалла́ ибн Абдул-Ази́з А́ль Сау́д (араб. متعب الثاني بن عبد الله بن عبد العزيز آل سعود‎; род. 26 марта 1952, Аль-Улья, Восточный, Саудовская Аравия) — командующий Национальной гвардии Саудовской Аравии с 2010 по 2013 год и министр с 2013 по 2017 год.

## Биография

### Ранняя биография и образование
Мутаиб ибн Абдалла Аль Сауд родился 26 марта 1952 года в семье будущего короля Абдаллы. Его матерью была Мунира Аль Отайшан. Она умерла в декабре 2020 года.
Окончил школу Таиф-Бармана в Ливане и среднюю школу в Джидде. Выпускник Королевской военной академии в Сандхерсте в звании лейтенанта и Военного колледжа короля Халида.

### Карьера
Мутаиб ибн Абдалла Начал службу в военном городке короля Халида, в 1990 году перешёл на службу в Национальную Гвардию, он был заместителем главы.
В 1995 году получил звание капитана, в 2000 году стал заместителем командующего по военным вопросам.
В 2009 году Мутаиб ибн Абдалла стал заместителем командующего, а в 2010 году возглавил Национальную Гвардию, сменив отца.
Провёл реорганизацию Национальной Гвардии, улучшив огневую мощь и артилеррию.
В мае 2013 года Мутаиб ибн Абдалла стал министром Национальной Гвардии, эта должность была создана.

### Арест
В ноябре 2017 года был лишён поста и арестован с братьями и другими членами династии, обвинялся в растрате, позднее заплатил выкуп и был освобождён.

### Семья
У него 2 жены и 6 детей.
Его сын Абдалла (род. 1984) — участник Олимпийских игр в Пекине и бронзовый призёр Олимпийских игр в Лондоне по конному спорту.